# Filipendula palmata
Filipendula palmata là loài thực vật có hoa trong họ Hoa hồng. Loài này được (Pall.) Maxim. mô tả khoa học đầu tiên năm 1879.

## Hình ảnh

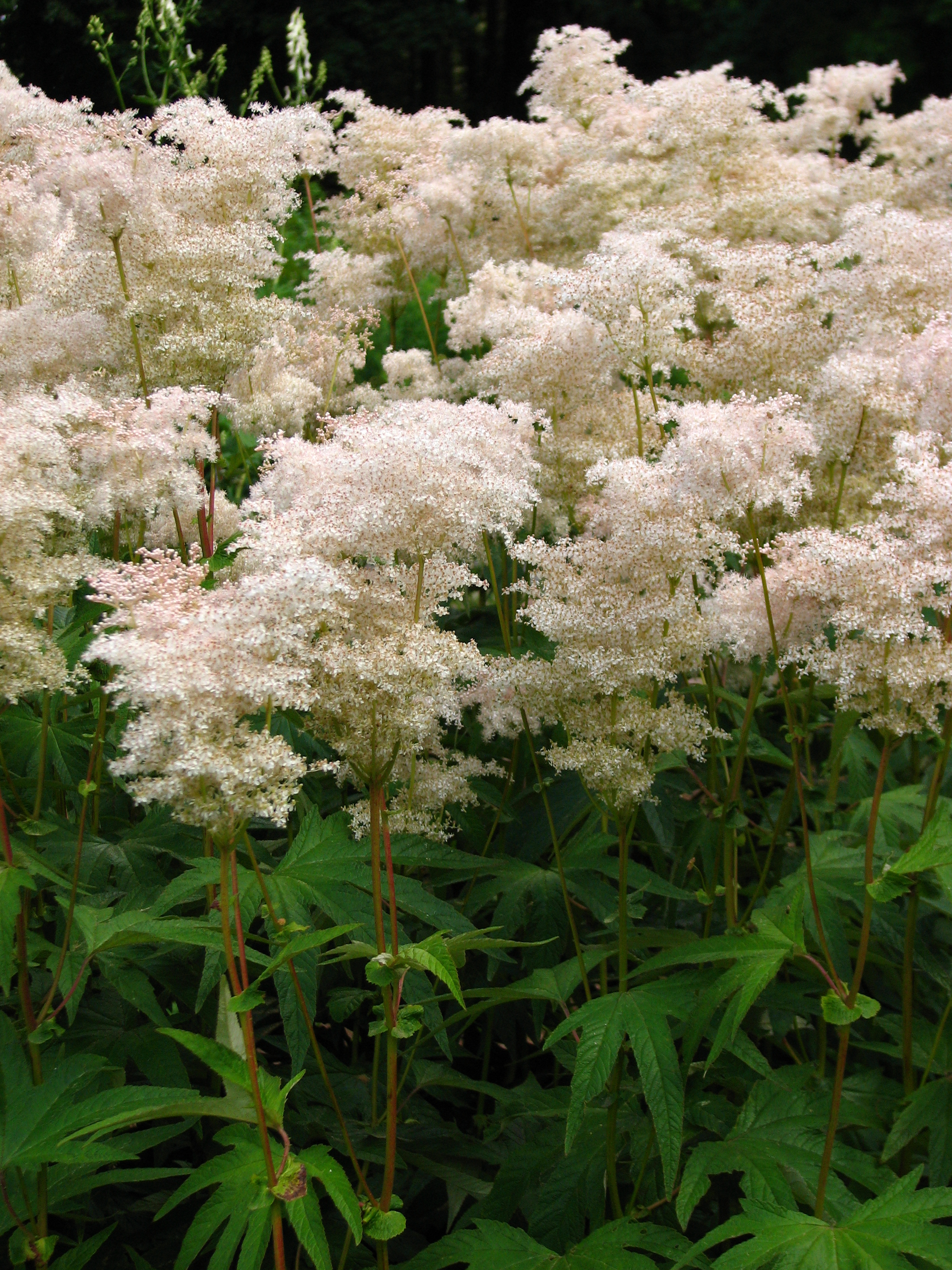
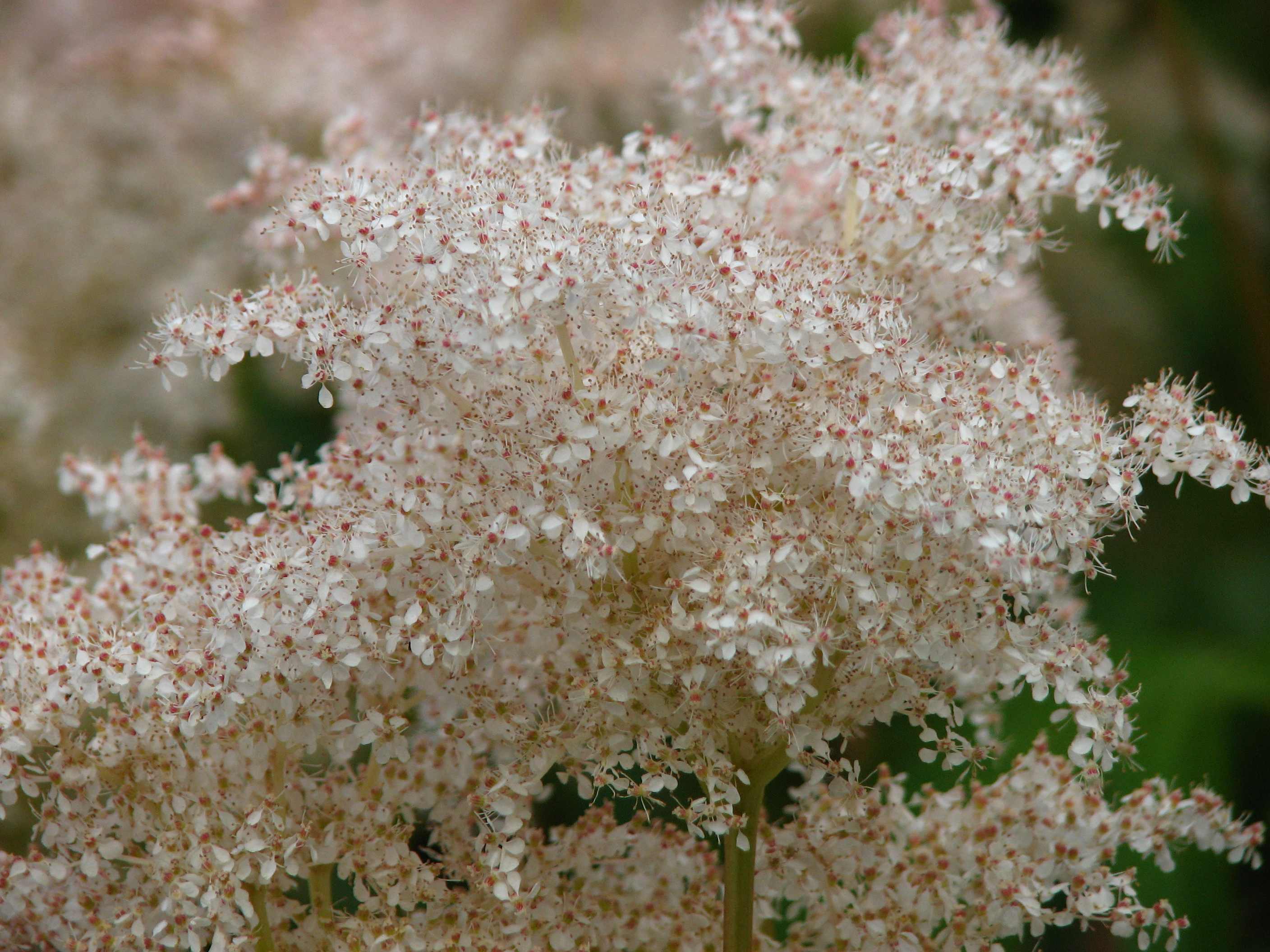
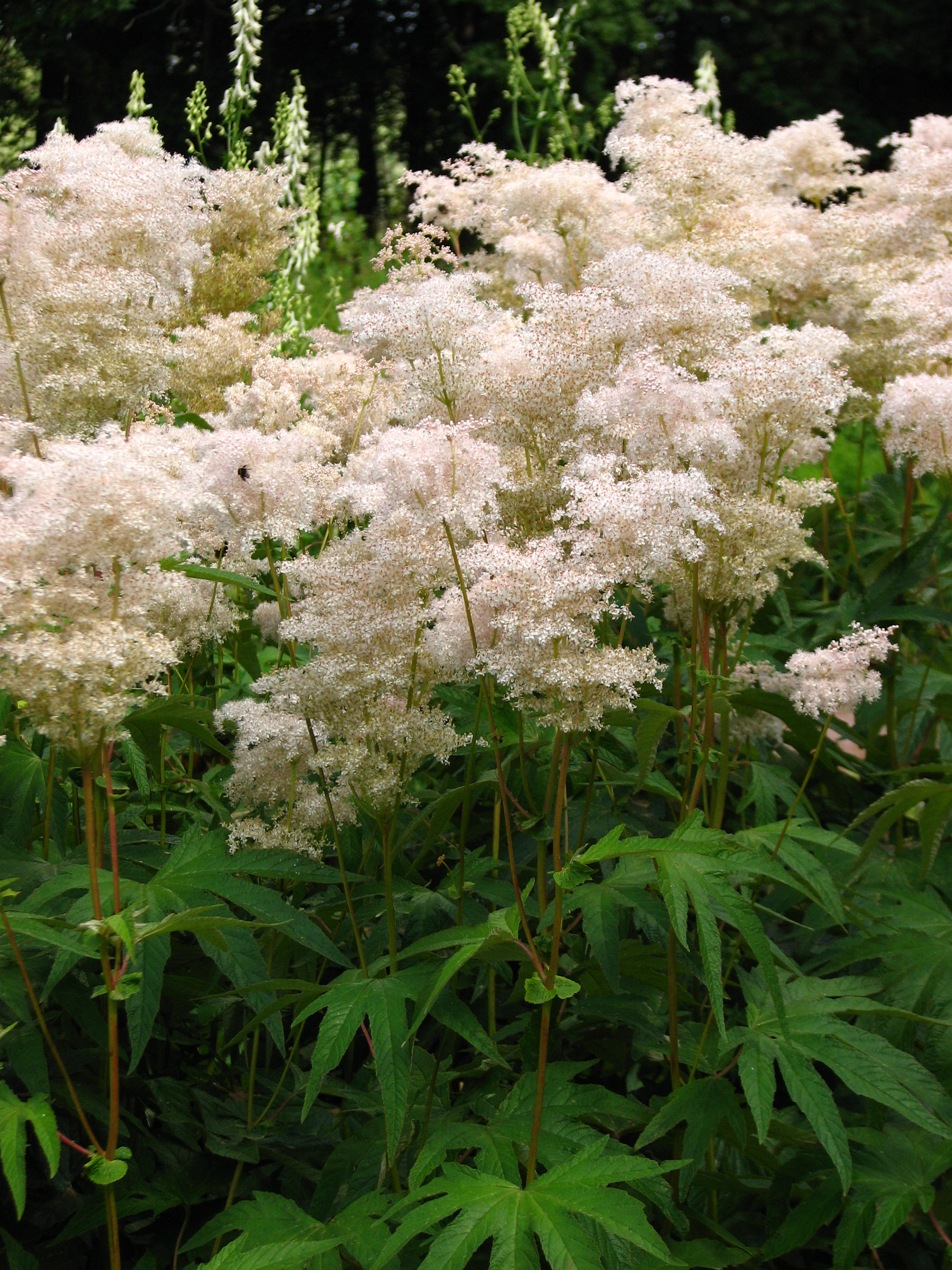